# Шамшурина, Юлия Михайловна
Юлия Михайловна Шамшурина (урожд. Степанова, род. 16 июля 1962 года в с. Каменное Удмуртской АССР) — советская лыжница, вице-чемпионка чемпионата мира 1989 года.

## Спортивная карьера
Первый серьезный международный успех пришел к спортсменке на чемпионате мира среди юниоров 1981 года в западногерманском Шонахе. Там гонщица выиграла бронзу в составе советской эстафеты.
На взрослом Кубке мира дебютировала 13 апреля 1982 года в шведском Кируне. С кубкового сезона 1982/1983 года стала показывать стабильно хорошие результаты, закончив этот цикл на 11 месте общего зачета (по ходу сезона трижды занимала места в десятке сильнейших).
В 1984 году прошла отбор на Олимпиаду в Сараево, где ее лучшим достижением стало 4 место в эстафете, а в гонке на 10 км классикой была восьмой.
В 1985 году участвует в своем первом чемпионате мира в австрийском Зеефельде, где занимает 7 место в гонке на 10 км классикой. В итоговом зачете она 12-я.
Кубковые сезоны 1985/86, 1986/87, 1987/88 годов гонщица пропускает.
Последний карьерный сезон 1988/1989 годов стал для Шамшуриной и самым удачным. Этот сезон стал началом феноменальной карьеры для будущего многолетнего лидера отечественной сборной и всего мирового лыжного спорта Елены Вяльбе, вся женская сборная СССР стала доминировать на международной арене.  Шамшурина в этот период на пике карьеры одерживает свою единственную победу на этапе Кубка мира в Давосе 17 декабря 1988 года в гонке  10 км классическим стилем. На чемпионате мира в финском Лахти Юлия Шамшурина выигрывает серебро в составе эстафеты (вместе со Сметаниной, Тихоновой и Вяльбе), была 4-й на 10 км классикой и 7-й на 15 км классикой. Кубковый сезон гонщица завершила на 8 месте итогового зачета.
Многократная чемпионка СССР на дистанции 5 км (1984), 15 км (1989) и в эстафетах (1983, 1985).

## Результаты на Кубке мира
| Сезон   | Место | Очки |
| ------- | ----- | ---- |
| 1981/82 | 54.   | 4    |
| 1982/83 | 11.   | 60   |
| 1983/84 | 23.   | 22   |
| 1984/85 | 12.   | 60   |
| 1988/89 | 8.    | 75   |

## Личная жизнь
В 1985 году Юлия Степанова вышла замуж за Виктора Шамшурина. В 1987 году у них родилась дочь Екатерина, а через пять лет сын Александр,.
После завершения спортивной карьеры Шамшурина много лет работала в УФСИН (Управление федеральной службы исполнения наказаний). Сейчас на пенсии. В 2014 году именитая спортсменка была удостоена чести пронести в Ижевске олимпийский огонь - акция в рамках Олимпийских игр в Сочи. Ныне проживает в поселке Нылга (Удмуртия).